# Ми-34

## История
В средата на 60-те години на 20 век конструкторското бюро „Мил“ започва работата по нов модел лек учебно-спортен хеликоптер, който да замени остарелите модели Ми-1 и Ми-2. При работата по модела са използвани множество технически новости. Моделът е обозначен като Ми-34.
Първият опитен прототип извършва първия си полет през ноември 1986 г. Следващата година е построен втори опитен прототип, демонстриран на авиационното изложение в Бурже. В процеса на работата по прототипите значително са разширени възможностите на машината.

## Тактико-технически характеристики
Хеликоптерът Ми-34 е изпълнен по едновинтова носеща схема с рулеви винт, два роторно-бутални двигателя и шаси тип „шейна“.
Фюзелажът е изпълнен от алуминиеви сплави, като при изграждането му са използвани и композитни материали. Корпусът е с дължина – 8,71 м, ширина – 1,42 м и височина до главата на носещия винт – 2,8 м. Остъкляването на кабината осигурява на екипажа добра видимост. В предната ѝ част е разположена седалката на пилота. Зад пилота е разположен дву или триместна седалка за пасажери. Опашната част завършва със стреловиден вертикален стабилизатор. Върху него е монтиран хоризонтален правоъгълен стабилизатор.
Шасито е от типа „шейна“, неприбиращо се по време на полет. Разстоянието между двата плаза на шасито е 2,06 м.
Носещият винт е четирилопатен с диаметър 10 м. Витлата са с правоъгълна форма, погледнати отгоре. Закрепени са шарнирно и са изпълнени изцяло от стъклопластика, подсилена с въглеродни влакна. Хордата им е 0,22 м. Рулевият винт е двулопатен с диаметър 1,98 м. Витлата му са с правоъгълна форма, погледнати странично. Имат хорда 0,1 м и са направени изцяло от стъклопласт.
Двигателят е десетцилиндров, звездообразен, бутален с въздушно охлаждане. Има мощност 325 к.с. (242 КВ). Монтиран е в централната част на корпуса. Автоматично стартиране на двигателя не е предвидено. Стартирането става с чрез сгъстен въздух или специален външен токоизточник.
Трансмисията се състои от вертикален вал, главен редуктор, трансмисионен вал и опашен редуктор. Въздушната система се състои от една бутилка със сгъстен въздух (50 атм. налягане), разпределител и система от тръбопроводи до цилиндрите на двигателя. Разходът на гориво е 45 л/ч.
Смазочната система се състои от маслен резервоар, радиатор, маслени филтри, датчици и тръбопроводи. Охлажда се от вентилатори, разположени над двигателя, като същевременно с охлаждат и генератора и магнетите.
Горивната система се състои от един резервоар за гориво с вместимост 160 л. Резервоарът е изграден от специален каучук. Разположен е в централната част на фюзелажа, по двигателя.
Системата за управление е механична, максимално опростена. При учебните модели системата за управление е дублирана. Летателното оборудване включва автоматичен радиокомпас, радиовисотометър, авиохоризонт и УКВ радиостанция.
Хеликоптерът Ми-34 тежи празен 800 кг, а максималната му полетна маса достига до 1350 кг. Максималната скорост достига до 220 км/ч, а крайсерската – 180 км/ч. Максимална скорост с опащката напред до 150 км/ч. Максималната скороподемност достига до 10 м/с. Далечината на полета достига максимум до 500 км.

## Модификации
- Ми-34 – базов модел на машината. Произведени са малък брой машини от авиационния завод в Арсениево.
- Ми-34А – модификация с монтиран газотурбинен двигател Allison.
- Ми-34ВАЗ – гражданска модификация на М-34. Снабден с два турбо-бутални двигателя ВАЗ-430 (220 к.с.).
- Ми-34М – усъвършенстван модел разузнавателен хеликоптер.
- Ми-34П – патрулен хеликоптер за полицейски контрол на движението.
- Ми-34С – модификация с монтиран един двигател M-14В-26В с мощност 325 к.с., товароподемност 1450 кг, крайсерска скорост 170-190 км/ч и радиус 360 км.
- Ми-34Ц – модификация с възможност за превоз на четирима пасажери.
- Ми-34УТ – учебно-тренировъчен хеликоптер с дублирано управление.
- Ми-234 – експортен вариант на Ми-34ВАЗ.